# Gilbert Fuchs
Pour les articles homonymes, voir Fuchs.
Anton Gilbert Fuchs (né en 1871 à Graz en Autriche - mort en 1952 en Allemagne), est un patineur artistique allemand qui a concouru pour l'Empire allemand.

## Biographie

### Carrière sportive
Il est né en 1871 à Graz en Styrie dans l'Empire Austro-Hongrois. Après avoir terminé l'école, il déménage à Munich en Bavière. Il commence à s'entraîner au club de patinage de Munich, où il s'est d'ailleurs entraîné sur la première glace artificielle à l'intérieur d'un édifice, qui avait ouvert en 1892.
En 1896, il est devenu le premier champion du monde de patinage artistique de l'histoire, à Saint-Pétersbourg. Il a remporté ce titre à nouveau en 1906.
Son grand rival était Ulrich Salchow, avec lequel les relations étaient plutôt tendues. Salchow a refusé de faire les championnats du monde de 1906 à Munich, car il craignait qu'il ne serait pas noté de façon juste. Donc, Fuchs fit de même pour les Jeux olympiques de 1908, car il croyait que les juges favoriserait Salchow. Fuchs n'a battu Salchow dans le classement qu'une seule fois lors des championnats d'Europe de 1901 à Vienne.

## Palmarès
| Compétition                                                    | 1895 | 1896 | 1897 | 1898 | 1899 | 1900 | 1901 | 1902 | 1903 | 1904 | 1905 | 1906 | 1907 | 1908 | 1909 |
| Jeux olympiques d'été                                          |      |      |      |      |      |      |      |      |      |      |      |      |      | F    |      |
| Championnats du monde                                          |      | 1er  | F    | 3e   |      |      | 2e   |      | A    |      |      | 1er  | 3e   | 2e   |      |
| Championnats d’Europe                                          | 3e   | CA   | CA   |      |      |      | 2e   | CA   | CA   |      |      |      | 2e   |      | 2e   |
| Championnats d'Allemagne                                       | 1er  | 1er  |      | CA   | CA   |      |      | CA   |      |      |      |      |      | CA   | 1er  |
| Légende : F= Forfait ; A = Abandon ; CA = Championnats annulés |      |      |      |      |      |      |      |      |      |      |      |      |      |      |      |

## Travaux scientifiques
Il étudie en tant qu'entomologiste la sous-famille Scolytinae, et donne leur nom à certains de ses membres comme Pityokteines.